# Zajíčkov
Zajíčkov är en ort i Tjeckien.   Den ligger i regionen Vysočina, i den centrala delen av landet, 100 km sydost om huvudstaden Prag. Zajíčkov ligger 578 meter över havet och antalet invånare är 205.
Terrängen runt Zajíčkov är lite kuperad. Runt Zajíčkov är det ganska glesbefolkat, med 47 invånare per kvadratkilometer. Närmaste större samhälle är Pelhřimov, 6,4 km norr om Zajíčkov. I omgivningarna runt Zajíčkov växer i huvudsak blandskog.